# Kvarngölen (Tvings socken, Blekinge, 624943-147950)
Kvarngölen är en sjö i Karlskrona kommun i Blekinge och ingår i Nättrabyåns huvudavrinningsområde.